# Кафявоивичест тъкач
Кафявоивичест тъкач (Ploceus superciliosus) е вид птица от семейство Ploceidae.

## Разпространение
Видът е разпространен в Ангола, Бенин, Буркина Фасо, Бурунди, Габон, Гана, Гвинея, Гвинея-Бисау, Етиопия, Камерун, Република Конго, Демократична република Конго, Кот д'Ивоар, Кения, Либерия, Нигерия, Руанда, Сенегал, Сиера Леоне, Судан, Танзания, Того, Уганда, Централноафриканската република и Южен Судан.